# Nattens Madrigal – Aatte Hymne Til Ulven I Manden
Nattens Madrigal – Aatte Hymne Til Ulven I Manden – trzeci album norweskiego zespołu muzycznego Ulver, zawierający muzykę black metalową, wydany 3 marca 1996 przez niemiecką wytwórnię płytową Century Media. Teksty są związane koncepcyjnie i traktują o likantropii. Tytuł w polskim tłumaczeniu oznacza: „Madrygał nocy – osiem hymnów do wilka w człowieku”.
W sierpniu 2001 roku zespół rozpoczął nagrywanie smyczkowej, ambientowej wersji albumu, która jednak nigdy nie ujrzała światła dziennego. Garm ostatecznie ogłosił na oficjalnym forum zespołu Head Control System, że projekt zostaje „uśpiony na dobre”. Jedną z pozostałości tej wersji jest utwór „I Love You, But I Prefer Trondheim (Parts 1-4)” z kompilacji 1993–2003: 1st Decade in the Machines, w którym wykorzystano nagrania kwartetu smyczkowego. Również w końcowej (począwszy od 7:42) części utworu „Speak, Dead Speaker” z EP Silencing the Singing wykorzystano przypuszczalnie fragment wspomnianego nagrania.

## Lista utworów
1. „Hymne I – Wolf and Fear” – 6:16
2. „Hymne II – Wolf and the Devil” – 6:21
3. „Hymne III – Wolf and Hatred” – 4:48
4. „Hymne IV – Wolf and Man” – 5:21
5. „Hymne V – Wolf and the Moon” – 5:14
6. „Hymne VI – Wolf and Passion” – 5:48
7. „Hymne VII – Wolf and Destiny” – 5:32
8. „Hymne VIII – Wolf and the Night” – 4:38

## Twórcy
- Kristoffer „Garm” Rygg – śpiew
- Torbjørn „Aismal” Pedersen – gitara
- Håvard „Haavard” Jørgensen – gitara
- Hugh Steven James „Skoll” Mingay – gitara basowa
- Erik Olivier „AiwarikiaR” Lancelot – perkusja